# 978 TCN
978 TCN là một năm trong lịch La Mã.